# Xavier Mosquet
Xavier Mosquet est  consultant international, spécialiste de stratégie et de management. CEO de XMO Associates, il est Senior Partner Emeritus et Senior Advisor au Boston Consulting Group, fondateur du bureau de Detroit.
Expert de l'industrie automobile, il a notamment conseillé les présidents Obama (sur la restructuration de General Motos et Chrysler) et Macron (pour qui il a co-écrit un rapport sur la filière automobile en France et en Europe).

## Biographie

### Vie privée
Xavier, Michel, Henry Mosquet est né le 11 avril 1955 à Neuilly-sur-Seine (Hauts-de-Seine). Il est marié depuis 2007 et a quatre enfants.

## Carrière professionnelle

### BCG - Boston Consulting Group
Xavier Mosquet intègre le Boston Consulting Group en 1985 à Londres. Après divers postes, en 2005, il part aux États-Unis et crée le bureau de Detroit, dont il est Managing Director, et prend la direction du secteur automobile pour l’Amérique. Il est responsable mondial de la Practice Automobile[Quoi ?] de 2008 à 2015.

### XMO Associates
Xavier Mosquet est CEO de XMO Associates, qu'il a créée en 2022.

### Industrie automobile
En mars 2009, durant la crise des subprimes, Xavier Mosquet a dirigé une équipe de consultants du Boston Consulting Group qui a conseillé l’« auto task force » du président Barack Obama et le Trésor américain pour la restructuration de General Motors et Chrysler,. Il a également conseillé le Trésor américain et le gouvernement canadien sur l’introduction en Bourse de GM pour un montant de 24 milliards de dollars en novembre 2010, la plus importante introduction en Bourse à cette date,.
En 2018-1019, il est conseiller du président Emmanuel Macron, et conclut avec Patrick Pélata, un rapport,, sur la compétitivité de la France et l’Europe dans l’avenir et l’automobile et de la mobilité, dans un contexte d’électrification, de voitures connectées et de véhicules autonomes.
En février 2016, il a été invité à témoigner devant le Congrès américain sur l’innovation dans la mobilité. C'est aussi un orateur régulier sur l’automobile,.